# Bataille d'Amoy
Première guerre de l'opium
Batailles
m
- Kowloon
- Chuanbi (1re)
- Chusan (1re)
- Barrière
- Chuanbi (2e)
- Bogue
- Première barre
- Whampoa
- Broadway
- Canton (1re)
- Canton (2e)
- Sanyuanli
- Amoy
- Chusan (2e)
- Chinhai
- Ningpo
- Tzeki
- Chapu
- Woosung
- Chinkiang
- Nerbudda

La bataille d'Amoy (厦门战役, Battle of Amoy) oppose les forces britanniques et chinoises le 26 août 1841 lors de la première guerre de l'opium.
Après avoir pacifié Canton et rouvert la ville au commerce étranger, les Britanniques font route vers Chusan qu'ils avaient déjà capturé l'année précédente avant de l'évacuer. En chemin, ils attaquent la ville portuaire d'Amoy (actuelle Xiamen) située sur une île. Après un bombardement des fortifications sans effet, ils débarquent à terre et s'emparent de la ville sans rencontrer de résistance car les défenseurs avaient fuient durant la nuit en emportant le trésor de la ville dissimulé dans des buches. Amoy étant une ville trop importante pour y laisser une garnison, les Britanniques s'installent alors sur l'île voisine de Gulangyu d'où ils peuvent contrôler l'accès maritime.
À la fin de la guerre, Amoy sera l'une des cinq villes chinoises ouvertes au commerce étranger en vertu du traité de Nankin.

## Contexte
Après les défaites militaires contre le corps expéditionnaire britannique du Guangdong au printemps et à l'été 1840, le commissaire impérial Yishan propose un compromis aux Britanniques qui équivaut en fait à une reddition de la province. Il décrit son action dans ses rapports à l'empereur Daoguang comme un traité de paix qui aurait mis fin à la guerre. Le nouveau gouverneur du Fujian et du Zhejiang, Yan Botao, nommé par l'empereur en 1840, ne croit pas aux rapports de Yishan et se concentre sur les préparatifs militaires en vue d'une invasion britannique. Pour cela, il fait déplacer son siège de gouverneur de Hangzhou à Amoy, car il considère que la ville est particulièrement menacée en tant que port autrefois ouvert au commerce extérieur.
La ville n'a pratiquement aucune fortification avant la guerre de l'opium. Pour sa défense, elle dispose de trois batteries d'artillerie de 25 à 30 soldats chacune, situées sur les côtes sud, nord-ouest et sud-est de l'île sur laquelle elle se trouve. Après que la ville ait été la cible d'une attaque britannique au début de la guerre, le gouverneur général de l'époque, Deng Tingzhen (en), renforce les défenses avec l'ajout d'environ 268 canons, 1 600 soldats et 1 300 miliciens Yong. En raison de contraintes de temps, il fait loger les nouvelles armes dans des casemates de sacs de sable. Yan remplace les fortifications improvisées par un mur de pierre en granit extrait localement. Ce mur mesure 1,6 kilomètre de long, 3,3 mètres de haut et fait 2,6 mètres d'épaisseur. Il est protégé par 100 canons, positionnés tous les 16 mètres. Une fois les travaux de construction terminés, la structure en pierre est renforcée par une colline de terre. 1 400 soldats sont de garde au mur. Yan fait concentrer les batteries d'artillerie disponibles sur l'entrée sud du port. Au cours des six mois qu'elle passe à se préparer au combat, l'armée Qing d'Amoy passe à 5 680 soldats, 9 279 miliciens Yong, 400 canons et 50 navires. Les navires sont en partie reconstruits et en partie réquisitionnés chez les commerçants. Contre la résistance de la bureaucratie dans la capitale, Yan fait également augmenter les salaires et les repas des soldats. Les dépenses militaires de la province du Fujian, dont la plupart affluent à Amoy, s'élèvent à 1,5 million de taels d'argent avant la bataille..
La flotte d'expédition britannique se compose de dix navires de guerre avec 310 canons. Elle transporte environ 2 500 soldats dans 22 navires de transport, dont certains sont à vapeur.

## Bataille

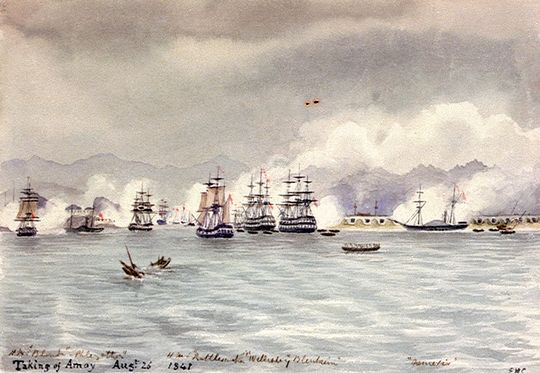
Bombardement des défenses d'Amoy par le Wellesley et le Blenheim (tous deux de 72 canons chacun), le Druid (44), le (44), et autres navires.

Le 25 août 1841, la flotte de Henry Pottinger atteint Amoy. Le lendemain, le convoi passe à travers le chapelet d'îles situé devant la ville, mené par le HMS Blonde (44 canons). Tandis que Yan Botao interroge un commerçant sur les intentions des Britanniques, Pottinger exige la reddition de la ville, ce que Yan refuse. Pendant ce temps, Pottinger, l'officier Hugh Gough et l'officier de marine William Parker examinent les défenses et dressent un plan de bataille. Durant la journée, les navires de guerre britanniques avancent en deux groupes au centre et à l'extrémité est des murailles et ouvrent le feu à une distance de sécurité. À 15 h 45, les bombardements n'ayant que peu d'effet, les Britanniques débarquent du côté est des murailles et commencent à se battre. Les troupes terrestres réussissent alors à prendre le contrôle des fortifications en 15 minutes. La panique éclate chez les officiers Qing et les soldats prennent la fuite..
Les Britanniques se retirent la nuit sur une colline au nord d'Amoy. Ils entrent dans la ville elle-même le 27 août et constatent que les défenseurs chinois se sont enfuis pendant la nuit.

## Conséquences
Les Britanniques ont un mort et 16 blessés, tandis que les Chinois ont 321 morts ou blessés, dont un commandant régional et sept autres officiers.
Les Britanniques évacuent la ville peu de temps après sa capture et, sur ordre de Pottinger, laissent trois navires et 550 soldats sur l'île de Gulangyu, depuis laquelle ils peuvent contrôler l'accès maritime d'Amoy. Pour Pottinger, la ville n'est qu'une étape sur le chemin de Chusan, son véritable objectif, qui était déjà tombé aux mains des Britanniques avant son évacuation en janvier 1841 en vertu de la convention de Chuanbi.